# Alejandro Cárdenas
Alejandro Cárdenas (Hermosillo, 4 ottobre 1974) è un ex velocista e multiplista messicano, bronzo mondiale nei 400 metri piani a Siviglia 1999 e indoor a Maebashi 1999.
Vanta 4 partecipazioni olimpiche consecutive, da Barcellona 1992 a Atene 2004.

## Biografia
Atleta eclettico, è detentore del record messicano anche nel decathlon, specialità in cui ai Giochi panamericani 1995 di Mar del Plata, in Argentina, bronzo conquistato anche nei 400 metri piani ai Giochi panamericani 1999 di Winnipeg, in Canada.
Bronzo nei 400 metri ai Giochi centramericani e caraibici 1998 di Maracaibo, in Venezuela ed ai Campionati di atletica leggera dell'America centrale e dei Caraibi 2001 di Città del Guatemala. Invece un oro (Lisbona, in Portogallo nel 1998) e un bronzo (Huelva, in Spagna, nel 2004) ai Campionati ibero-americani di atletica leggera, sempre nella gara individuale. Sempre agli Ibero-americani vanta un altro oro (Medellin 1996 con la staffetta 4×100 metri) e due argenti (Medellin 1996 nel decathlon col primato nazionale e Mar del Plata 1994 ancora con la staffetta 4x100). Sempre a Mar del Plata, ma nel 1995, fu bronzo ancora con la staffetta, ai Giochi panamericani.

## Record nazionali
- 400 metri piani: 44"31 ( Siviglia, 25 agosto 1999) - Attuale detentore
- Decathlon: 7614 pt ( Medellin, 11 maggio 1996) - Attuale detentore

## Palmarès
| Anno | Manifestazione  | Sede     | Evento      | Risultato        | Prestazione | Note             |
| ---- | --------------- | -------- | ----------- | ---------------- | ----------- | ---------------- |
| 1999 | Mondiali indoor | Maebashi | 400 m piani | Bronzo           | 46"02       |                  |
| 1999 | Mondiali        | Siviglia | 400 m piani | Bronzo           | 44"31       | Record nazionale |
| 2000 | Giochi olimpici | Sydney   | 400 m piani | Quarti di finale | 45"66       |                  |